# Guy de Balliol
Guy de Balliol († zwischen 1130 und 1133) war ein anglonormannischer Adliger. Er gilt als Begründer der Familie Balliol in England.

## Leben
Guy de Balliol benannte sich nach Bailleul-en-Vimeu bei Abbeville in der Picardie in Frankreich. Diese Herrschaft lag in der Grafschaft Ponthieu und gehörte nicht zum Herzogtum Normandie. Guy unterstützte Wilhelm II., den König von England, als dieser 1091 und 1094 an der östlichen Grenze der Normandie Feldzüge gegen seinen Bruder, Herzog Robert Curthose führte. Vermutlich als Dank belehnte ihn der König in den 1090er Jahren mit Besitzungen in Yorkshire und anderen Teilen Nordenglands. Diese hatten zuvor Robert de Montbray gehört, dessen Earldom Northumbria nach einer gescheiterten Rebellion für verwirkt erklärt worden war. Über das weitere Leben von Guy de Balliol ist wenig bekannt. Er starb zwischen 1130 und 1133, sein Erbe wurde sein Neffe Bernard de Balliol.